# Ruth Wilson Gilmore
Pour les articles homonymes, voir Gilmore.
Ruth Wilson Gilmore, née le 2 avril 1950, est une géographe américaine spécialiste des prisons et abolitionniste des prisons. Elle est professeure à l'université de la ville de New York.
Elle est connue pour ses prises de position en faveur de l'abolition de la prison.

## Biographie
Ruth Wilson nait le 2 avril 1950 à New Haven, Connecticut. Son père, Courtland Seymour Wilson, est un machiniste, actif dans le syndicat des travailleurs de l'Université de Yale. En 1960, elle fréquente une école privée à New Haven en tant que première et seule étudiante afro-américaine. En 1968, elle fréquente le Swarthmore College où elle s'implique dans la politique du campus. En 1969, elle s'inscrit à Yale où elle obtient un diplôme en art dramatique. 
En 1998 elle soutient un doctorat de géographie économique et théorie sociale à l'Université Rutgers, inspiré par les travaux de Neil Smith,. Elle est ensuite embauchée comme professeure adjointe à Berkeley et commence à travailler sur son concept de géographie carcérale. La géographie carcérale examine les relations entre le paysage, les ressources naturelles, l'économie politique, les infrastructures et le maintien de l'ordre, l'emprisonnement, la mise en cage et le contrôle des populations. On lui attribue « plus ou moins à elle seule » l'invention de la géographie carcérale,, « l'étude des interrelations à travers l'espace, les institutions et l'économie politique qui façonnent et définissent l'incarcération moderne ». La communauté d'universitaires dans ce domaine est associée au Carceral Geography Working Group (CGWG) de la Royal Geographical Society avec l'Institute of British Geographers. 
Elle est cofondatrice de nombreuses organisations de justice sociale, dont le California Prison Moratorium Project.  En 1998, elle est l'une des cofondatrices de Critical Resistance avec Angela Davis. En 2003, elle cofonde Californians United for a Responsible Budget (CURB) pour lutter contre la construction de prisons et de prisons et siège actuellement à son conseil d'administration. 
Gilmore est une universitaire et une conférencière de premier plan sur des sujets tels que les prisons, la décarcération, le capitalisme racial, les mouvements d'opposition, la création d'États, etc. Elle est l'autrice du livre Golden Gulag qui a reçu le Lora Romero First Book Publication Prize pour le meilleur livre en études américaines par l'American Studies Association en 2008.  Elle écrit également pour Race & Class, The Professional Geographer (en) Social Justice (en).

## Récompenses
En 2011, Gilmore est la conférencière principale à la conférence annuelle de la National Women's Studies Association à Atlanta, en Géorgie. 
En 2012, l'American Studies Association lui décerne son premier prix Angela Y. Davis en reconnaissance des « universitaires qui ont appliqué ou utilisé leur bourse pour le" bien public ". Cela inclut le travail qui vise explicitement à éduquer le public, à influencer les politiques ou, d'une autre manière, cherche à lutter contre les inégalités sous des formes imaginatives, pratiques et applicables ».
En 2014, Gilmore reçoit le prix Harold M. Rose pour la recherche et la pratique contre le racisme de l'Association of American Geographers. 
En 2017, Gilmore remporte le prix Richard A. Yarborough de l'American Studies Association. Ce prix honore les universitaires qui font preuve d'excellence dans l'enseignement et le mentorat. 
En 2020, Gilmore est répertoriée par Prospect comme le septième plus grand penseur de l'ère COVID-19, le magazine écrivant : « Gilmore a passé la majeure partie de 30 ans à développer le domaine de la géographie carcérale [...] Elle a contribué à faire passer le débat sur les réponses à apporter à la criminalité d'une logique de punition à une logique de réhabilitation. Alors que les défaillances du système judiciaire américain reviennent au premier plan, les idées radicales de Gilmore n'ont jamais été aussi pertinentes.
Elle reçoit en 2020 le Lifetime Achievement Award de l'American Association of Geographers. 
En 2021, Gilmore est élue membre de l'Académie américaine des arts et des sciences,.

## Publications
- (en) Clyde Adrian Woods; Ruth Wilson Gilmore, Development Arrested: The Blues and Plantation Power in the Mississippi Delta, London ; New York, Verso, 1998 (ISBN 9781844675616)
- (en) Ruth Wilson Gilmore, Golden Gulag: Prisons, Surplus, Crisis, and Opposition in Globalizing California, University of California Press, 2007
- Ruth Wilson Gilmore, Change Everything., Haymarket Books, 2021 (ISBN 978-1-64259-414-0 et 1-64259-414-8, OCLC 1244274362, lire en ligne)